# ماريا مولر (ممثلة)
ماريا مولر (بالسويدية: Maria Möller)‏ هي مغنية ومنتحلة الشخصية وممثلة سويدية، ولدت في 29 أكتوبر 1965 في Skellefteå Municipality ‏ في السويد.

## وصلات خارجية
- ماريا مولر على موقع IMDb (الإنجليزية)
- ماريا مولر على موقع قاعدة بيانات الفيلم (الإنجليزية)